# Брауэр, Георг Константинович
 Георг Константинович Брауэр  (1816 — 1882) — русский механик.

## Биография
Георг Брауер родился в 1816 году в городе Кёнигсберге. Его отец, разорившийся немецкий банкир, приехал в Петербург искать занятий и хотел приучить своего юного сына к конторскому делу, но мальчик поступил почти против желания отца учеником к весьма известному тогда в Петербурге оптику-механику Роде, а впоследствии перешёл к механику Гиргенсону, ещё более известному строителю точных физических приборов.
Необыкновенная способность Брауера к исполнению точных механических работ была причиной того, что на него обратил внимание знаменитый первый директор Пулковской обсерватории В. Струве, который и пригласил Брауера заведовать механической мастерской при Обсерватории в Пулкове, где он и провел 20 лет (1845—1866).
Брауер, почувствовав, что полученное им образование недостаточно для полного понимания употребления инструментов, доверяемых ему для улучшения или для устройства вновь, обратился за помощью к молодым ученым Обсерватории, прикомандированным к ней. Они охотно стали давать ему уроки математики и физики, и понятия Брауера в скором времени значительно расширились: с особенною благодарностью Брауер упоминал впоследствии имя астронома Деллена, а также В. Струве (отца), который заставлял его самого делать наблюдения с приготовляемыми им астрономическими инструментами, через что и научил Брауера определять качества сделанных им приборов.
Деятельность Брауера в двадцатилетний период его пребывания в Пулкове выразилась переделкой и усовершенствованием большей части приборов, выполненных лучшими заграничными механиками для нашей обсерватории, необыкновенно точным исполнением уровней, больших и малых универсальных (угломерных) инструментов, переносных пассажных инструментов, параллактических штативов, микрометров, дорожных барометров и многих других точных научных приборов.
Известность Брауера была так велика, что он имел заказы от Лиссабонской и Гринвичской обсерваторий; последнее особенно говорит в пользу искусства Брауера, так как Англия всегда славилась отличными строителями точных инструментов. В 1866 г. Брауер перебрался в Петербург и основал собственную большую мастерскую.
Продолжая делать астрономические приборы, он строил также делительные машины с остроумными улучшениями, катетометры, весы, дальномеры и многие другие приборы разного рода, в числе которых много специальных для артиллерии и, между прочим, первый экз. приборов для сосредоточенной стрельбы из крепостных орудий по указаниям покойного генерал-лейтенанта В. Ф. Петрушевского.
Некоторые из упомянутых физических приборов, выполненные им по идеям Д. И. Менделеева, описаны и изображены в сочинении последнего "Об упругости газов". Следует также упомянуть о множестве механических инструментов, исполненных Брауером для академика П. Л. Чебышёва, по его указаниям, и о различных приборах, сделанных для физического кабинета Петербургского университета.
Русские астрономы, физики, химики и вообще все нуждавшиеся в точных приборах чрезвычайно высоко ценили специальный талант Б. и считают потерю его до сих пор невосполнимой. Покойный Б. был человек очень живого и общительного нрава; работал он с увлечением, переделывая и совершенствуя исполняемые механизмы без всякого соображения об их ценности.
Инструменты его стоили очень дорого заказчику, но исполнитель не умел богатеть от многочисленных заказов. Брауер знал цену своему искусству и подчас выражался так про некоторые иностранные приборы: "Как плохо сделан — сейчас видно, что немецкая работа". Он всю жизнь был прусским подданным, но считал себя вполне принадлежащим России и говорил по-русски, как русский.
В бытность свою в Пулкове, он был награждён чином и орденом. Брауер образовал несколько хороших и опытных механиков, но, конечно, не мог передать им своей изобретательности. Он был членом Физического общества при Санкт-Петербургском университете с самого основания его; в заседаниях Общества были показываемы его приборы для определения фокусного расстояния окулярных чечевиц и способов выверки коромысла точных весов.
Несмотря на моральные и материальные поощрения, Брауер, как было замечено, не только не сумел нажить состояния, но даже привел свои дела в такое запутанное состояние, которое считал безвыходным. Глядя на его спокойную наружность, нельзя было догадаться, какие мысли его гложут и на что он может решиться. Решился же он наложить на себя руки, для чего отправился из Петербурга по непрочному льду 2 марта 1882 г. в Кронштадт, где бросился в воду и утонул.